# Ababco
Ababco (Babcoes, Babcos, Ababeves), jedno od plemena ili pod-plemena Choptank Indijanaca plemenske konfederacije Nanticoke, nastanjeni u 17. stoljeću na području današnjeg okruga Dorchester u Marylandu na poluotoku Delmarva. Istoimeno glavno selo nalazilo se na južnoj obali rijeke Choptank blizu Secretary Creeka. Do 1837. tamo se održalo još svega nekoliko preživjelih.
James Mooney za njih piše da premda se spominju u izvornim zapisima iz 1741. (Bacon, Zakoni Marylanda, 1765.) u vezi s Hutsawapima i Tequassimoesima kao zasebno pleme, oni su vjerojatno bili samo dio Choptanka. Ovo se ime ne spominje u pripovijesti Johna Smitha o njegovom istraživanju zaljeva Chesapeake. Banda je živjela na rijeci Choptank u Marylandu., a 1741. kolonijalna vlada potvrdila je posjed njihovih zemalja na južnoj strani tog vodotoka, u okrugu Dorchester, blizu Secretary creeka. Do 1837. cijelo pleme kojemu su pripadali smanjilo se na nekoliko pojedinaca miješane indijanske i afričke krvi.

## Vanjske poveznice
- C- Maryland Indian Villages, Towns and Settlements  Arhivirana inačica izvorne stranice od 6. srpnja 2008. (Wayback Machine)